# Семлак
Семлак (венг. Szemlak) — коммуна, расположенная в жудеце Арад, в западной части Румынии на границе с Венгрией. Находится в юго-западной части Арадского плато, в большой долине реки Муреш. Коммуна состоит из одноимённой деревни, расположенной в 37 км от города Арад.

## Население
Согласно переписи 2002 года, население коммуны насчитывает 3787 жителей, из которых 80,8 % — румыны, 3,6 % — венгры, 9,6 % — цыгане, 3,6 % — немцы, 1,1 % — словаки, 0,7 % — украинцы, а 0,6 % имеют другие или необъявленные национальности.

## Экономика
Экономика коммуны является главным образом аграрной, она известна в регионе как главный центр заготовки зерна и овощей. Также развито животноводство, в частности, свиноводство.